# Smittia admiranda
Smittia admiranda är en tvåvingeart som beskrevs av Makarchenko 2003. Smittia admiranda ingår i släktet Smittia och familjen fjädermyggor. Inga underarter finns listade i Catalogue of Life. Artens utbredningsområde är Ryssland.